# Pythonoidea
Pythonoidea is een superfamilie van slangen die onder andere de familie pythons bevat. De groep werd voor het eerst wetenschappelijk beschreven door Leopold Fitzinger in 1826. Er zijn 41 soorten in drie families, die niet zijn verdeeld in onderfamilies.

## Taxonomie
- Superfamilie Pythonoidea
  - Familie Loxocemidae (Spitskoppythons)
  - Familie Pythonidae (Pythons)
  - Familie Xenopeltidae (Aardslangen)